# Abe Lenstra
Abe Minderts Lenstra (Heerenveen, 27 novembre 1920 – Heerenveen, 2 settembre 1985) è stato un calciatore e allenatore di calcio olandese, di ruolo attaccante.
Attaccante tra i più prolifici della storia, nel 1951 fu nominato dal Comitato Olimpico dei Paesi Bassi "Sportivo olandese dell'anno" nella prima edizione del premio e bissò poi il riconoscimento l'anno successivo. Rimane tuttora l'unico calciatore insieme a Johan Cruijff (1973-1974) ad aver ottenuto due volte questo titolo.

## Carriera
Nell'arco dell'intera carriera tra club e nazionale, Lenstra mise a referto 684 reti in 724 presenze ufficiali, alla media di 0,94 gol a partita.

### Club

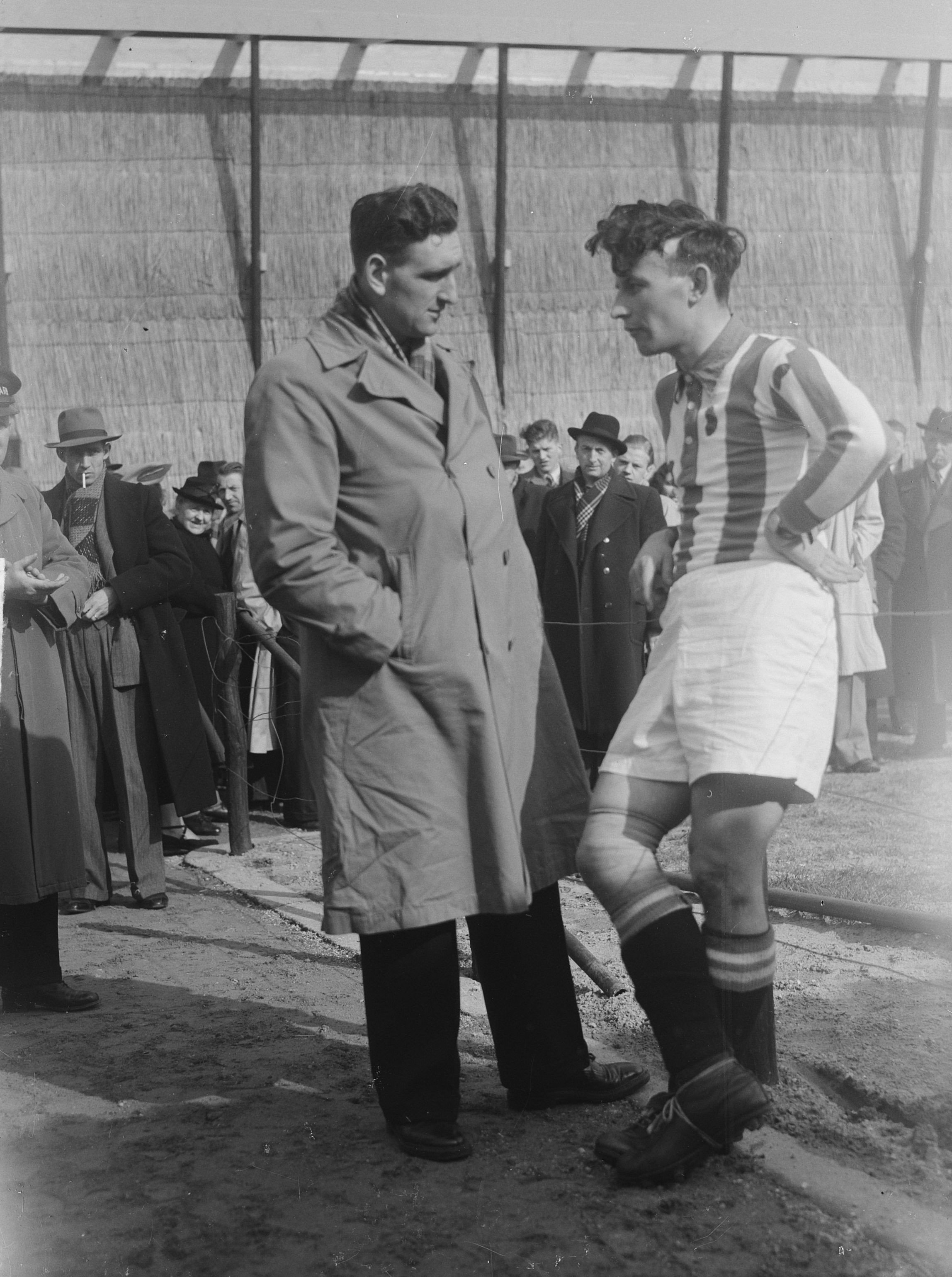
Lenstra nel 1949 con la maglia dell'Heerenveen parla con Piet Kraak, suo compagno di Nazionale

Passò la maggior parte della carriera nell'Heerenveen, squadra della sua città, dove assurse allo status di leggenda e fu chiamato affettuosamente Us Abe (ned. il nostro Abe). Nel 1994 gli fu dedicato lo stadio cittadino, l'Abe Lenstra Stadion. Con i frisoni disputò oltre 500 partite, segnando 517 reti, delle quali 14 in Coppa d'Olanda. Tale dato lo porta ad essere il calciatore ad aver segnato più gol nei campionati regionali (divisione nord) e nazionali con la stessa maglia (503 reti).
Anche grazie alle sue prestazioni, tra il 1941 ed il 1951, l'Heerenveen vinse la lega settentrionale del massimo torneo dei Paesi Bassi per nove volte (consecutive, poiché nel 1944-1945 non si disputò a causa del conflitto bellico), qualificandosi regolarmente alla fase finale. In due occasioni, trascinati dal suo bomber, i frisoni si arresero solo in finale (1946-1947 e 1947-1948) e in entrambi i tornei Lenstra risultò il miglior marcatore.

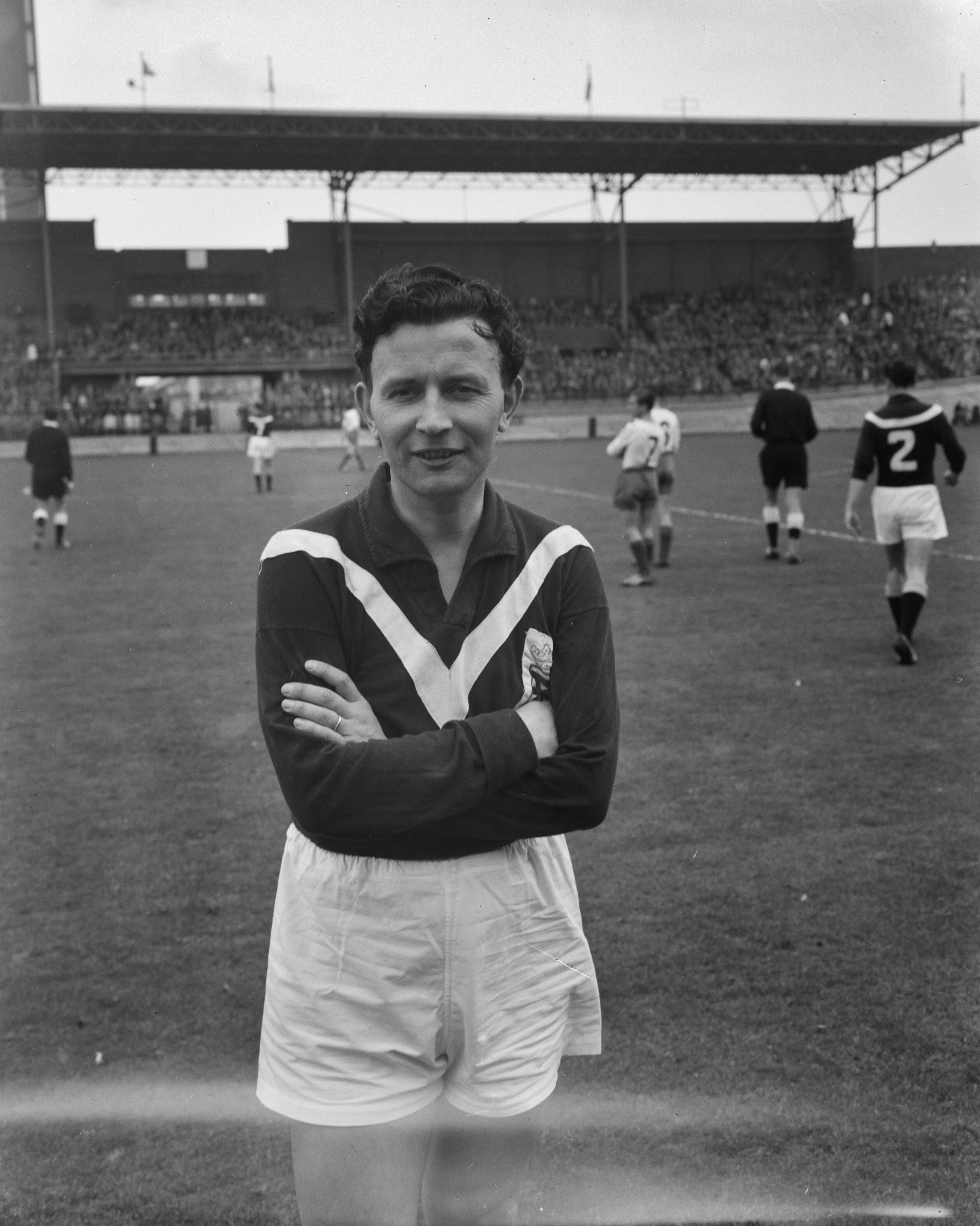
L'attaccante posa con la maglia dello Sportclub Enschede nel 1960

Quasi trentacinquenne andò a giocare ad Enschede nello Sportclub Enschede (88 marcature) ed alla soglia dei 40 anni si accasò all'Enschedese Boys (altri 46 centri), due società che pochi anni dopo si sarebbero fuse a formare il Twente.
Con 637 segnature nei vari campionati, risulta essere il giocatore ad avere messo a referto il maggior numero di gol in assoluto in tali competizioni.

### Nazionale

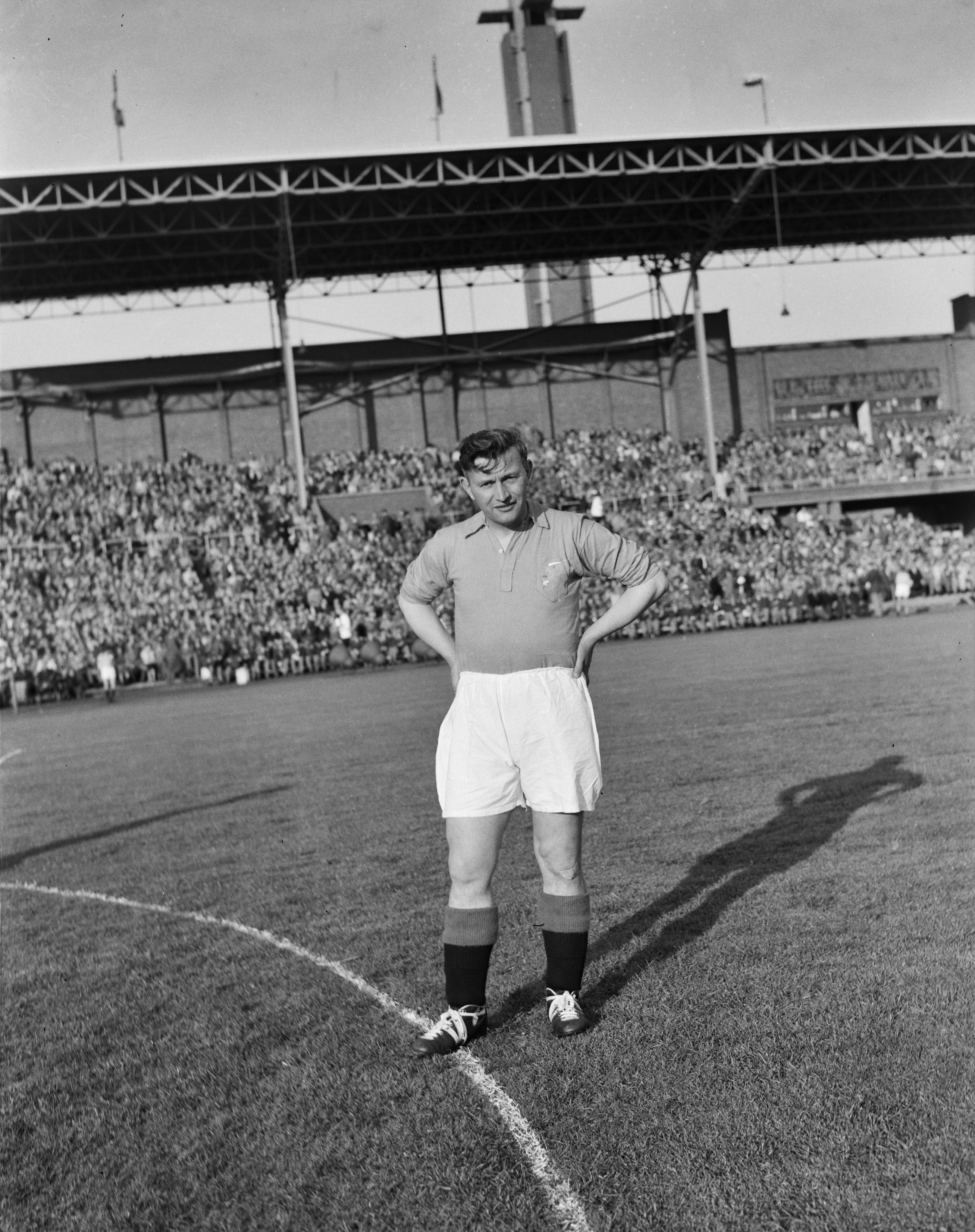
Lenstra nel 1956 sul prato dell'Olympisch Stadion di Amsterdam con la maglia dei, prima di quella che sarebbe stata l'ultima partita ufficiale della Saar: il cannoniere segnò una rete nel 3-2 finale

Con 33 reti in 47 presenze (media di 0,7 gol a partita), Lenstra risulta essere l'ottavo miglior marcatore di tutti i tempi della nazionale olandese.
Dalla fine degli anni '40, per oltre un decennio i risultati degli Oranje furono molto mediocri. Le uniche stelle, prima che nel 1956 la KNVB aprisse al professionismo, furono Faas Wilkes, Kees Rijvers ed appunto Lenstra: il terzetto fu soprannominato Het Gouden Binnentrio (ned. "Il trio d'oro di mezzali"): i tre furono spesso impiegati come centrocampisti offensivi nel modulo MM olandese.
Prese parte alle Olimpiadi del 1948, senza però finire sul tabellino dei marcatori.

## Palmarès

### Club
- Campionato dei Paesi Bassi divisione Nord: 9

1941-1942, 1942-1943, 1943-1944, 1945-1946, 1946-1947, 1947-1948, 1948-1949, 1949-1950, 1950-1951

### Individuale
- Capocannoniere del Campionato olandese: 2

1946-1947, 1947-1948

## Nella cultura di massa
Un personaggio dei fumetti molto popolare nei Paesi Bassi degli anni cinquanta era Kick Wilstra, attaccante formidabile. Il curioso nome era stato inventato dal disegnatore, Henk Sprenger, utilizzando i cognomi dei tre migliori calciatori olandesi dell'epoca per formare una parola macedonia: Kick Smith, Faas Wilkes e Abe Lenstra.

## Galleria d'immagini

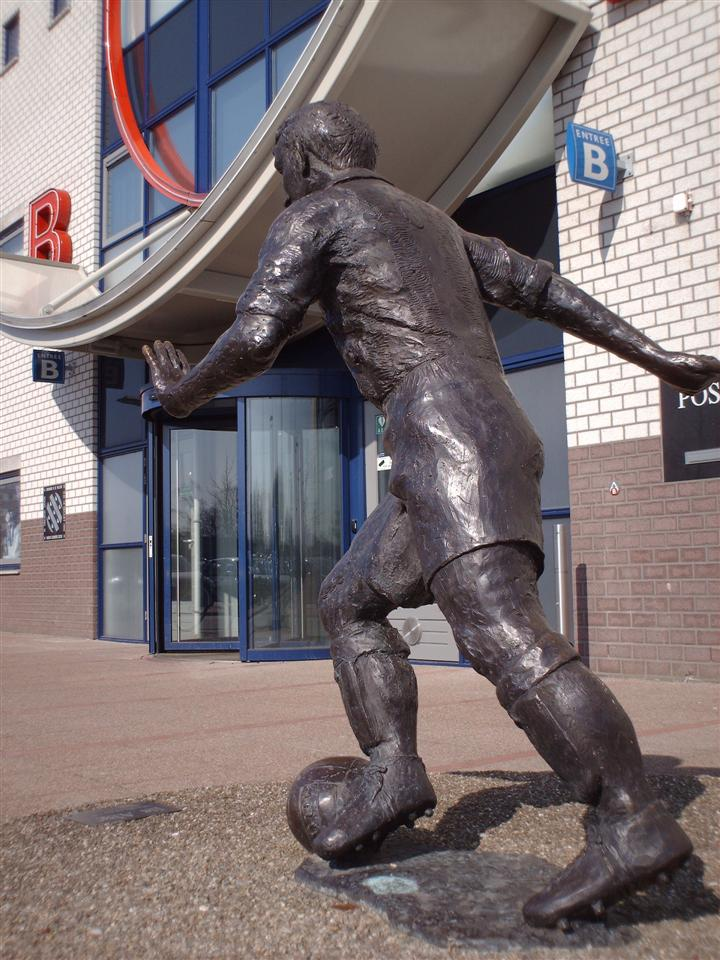
Monumento ad Abe Lenstra, davanti all'Abe Lenstra Stadion.